# Бобровица (Вологодская область)
Бобровица — деревня в Тотемском районе Вологодской области.
Входит в состав Мосеевского сельского поселения, с точки зрения административно-территориального деления — в Мосеевский сельсовет.
Расстояние по автодороге до районного центра Тотьмы — 29 км, до центра муниципального образования деревни Мосеево — 3 км. Ближайшие населённые пункты — Великий Двор, Кожинская, Фоминская.
По переписи 2002 года население — 14 человек.